# Национальные воинские формирования РККА

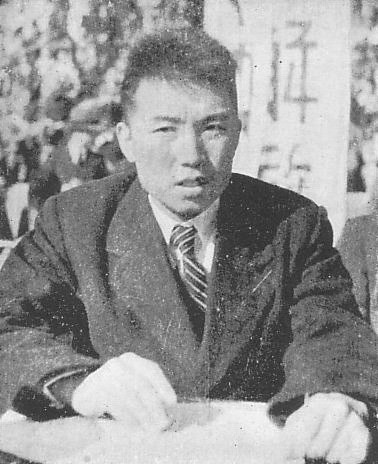
Ким Ир Сен, капитан, командир батальона 88-й отдельной стрелковой бригады. 1946

Национальные воинские формирования РККА — национальные формирования (соединения, части и подразделения) Рабоче-крестьянской Красной армии (РККА) Советской России и Союза ССР, сформированные в Гражданскую войну, до и в годы Великой Отечественной войны по национальному признаку их личного состава.
По приказу председателя Революционного военного совета РСФСР Л. Д. Троцкого от 7 октября 1919 года в Петрограде на базе воинских частей, прибывших с Восточного и Южного фронтов была сформирована Башкирская группа войск, созданная на основе Башкирского войска. Командующим группой был назначен Х. Ф. Алишев.
В начале в составе группы находились:
- 3-й Башкирский кавалерийский полк (360 штыков, 240 шашек);
- 3-й батальон 3-го Башкирского стрелкового полка (575 штыков);
- Башкирский отдельный артиллерийский дивизион (3 батареи).

В конце октября 1919 года в состав группы вошли 2-й батальон 3-го Башкирского стрелкового полка, с 3 ноября 1919 года — 1-й батальон того же полка. После вхождения в октябре 1919 года в состав группы башкирских частей с Южного фронта и новоприбывших частей из Башкирской АССР был обновлён её состав — вошли Башкирская отдельная кавалерийская дивизия и Башкирская отдельная стрелковая бригада.
Кроме национальных частей и соединений представители всех национальностей Союза ССР служили и в обычных воинских частях и соединениях не разделяемых по национальным или иным признакам. Начиная с первых дней своего существования РККА имела традицию формирования национальных воинских частей и соединений (продолжившую тенденции, существовавшие и до революции). Они формировались либо открыто (создавалась часть с «национальным» наименованием, комплектуемая в основном представителями одной национальности), либо методом «концентрации», при котором призывники одной национальности направлялись в одно соединение или часть. Национальные формирования были разного вида — от взвода и эскадрона до полка и дивизии. Для подготовки командных кадров для национальных частей и соединений создавались специальные военные учебные заведения. Как правило, национальные формирования служили в тех местностях, где были сформированы — то есть по месту жительства призывников (военнообязанных). Доля военнослужащих РККА, служивших в национальных воинских формированиях, всегда была невелика. В начале 1938 года в национальных формированиях служило менее 2 % красноармейцев. В 1934 году были расформированы белорусские и украинские национальные части. В 1938 году специальным постановлением ЦК ВКП(б) и СНК СССР «О национальных частях и формированиях РККА» были упразднены все национальные наименования формирований, введён единый общенациональный порядок прохождения воинской службы (причем вне места жительства призывника) для представителей всех национальностей государства.
Однако тяжёлая ситуация начала войны заставила правительство СССР отказаться от этого принципа. Формирование национальных частей РККА вновь началось в августе 1941 года по решению № 383 Государственного Комитета Обороны. Первой такой частью стала 201-я Латышская стрелковая дивизия, на 90 % сформированная из жителей Латвийской ССР и более чем наполовину состоявшая из латышей.
За годы войны национальные формирования были сформированы в 11 союзных республиках. Всего в РККА было сформировано 66 национальных воинских соединений — 26 стрелковых и горнострелковых дивизий, 22 кавалерийские дивизии и 18 стрелковых бригад. Из этого числа 37 национальных воинских соединений участвовали в боевых действиях на фронтах Великой Отечественной войны.
Многие воинские формирования за время своего существования меняли свою нумерацию и наименования, а в ряде случаев теряли и свою национальную принадлежность.
Значение национальных воинских формирований в ходе боевых действий настолько возросло, что 1 февраля 1944 года Верховным Советом СССР был принят закон, разрешающий каждой союзной республике иметь свои воинские формирования. На республики при этом была возложена ответственность за укомплектованность их личным составом, транспортом, лошадьми и т.п. Размещение и материальное обеспечение национальных частей и соединений до полного формирования и передачи в состав Вооруженных Сил производились также за счет ресурсов республик и автономных областей.
В послевоенный период национальные воинские формирования просуществовали до середины 50-х годов, но затем было принято решение вновь возвратиться к экстерриториальному принципу комплектования войск.

## История
В период Гражданской войны возникали партизанские части, сформированные по национальному признаку. 10 мая 1920 года вышло Постановление Совета труда и обороны за подписью В. И. Ленина «О призыве в ряды Красной Армии граждан не русской национальности Сибири, Туркестана и других окраин». Это Постановление предусматривало, что представители местных народов подлежат призыву в РККА наравне с русскими, но при этом допускало возможность освобождения от призыва представителей некоторых национальностей. Впрочем была сохранена на некоторый период сложившаяся в дореволюционных период практика непризыва представителей некоторых национальностей. В постановлении Совнаркома от 6 сентября 1922 г. о призыве граждан, родившихся в 1901 года, отмечалось:

Граждан, кои по своим национальным, бытовым и экономическим условиям не призывались в ряды армии при ранее бывших призывах, от призыва, согласно настоящего постановления освободить
Коренизация в РККА выразилась в создании воинских частей, укомплектованных по национальному признаку, в использовании национальных языков на военной службе, в создании национальных военно-учебных заведений и квотировании мест в военных учебных заведениях для лиц определенных национальностей. Идеологом выступил М. В. Фрунзе, который считал нерусские контингенты «источником дополнительной мощи» Красной Армии. Уже к концу 1924 года национальные части и соединения существовали в некоторых республиках — в Грузинской, Армянской, Азербайджанской, Белорусской, Бухарской и Украинской ССР, Крымской, Якутской и Дагестанской АССР. Для создания национальных частей использовалась также так называемая «концентрация» — представителей одного этноса сосредотачивали в одной территориальной воинской части, которая формально национальной не считалась. Уже в призыв 1926 года 75 % призывников из числа «националов» было охвачено «концентрацией». Вместе с тем на начало 1925 года 90% численности Красной Армии составляли славяне (русские - 64% , украинцы - 22%, белорусы - 4%), а все остальные национальности - 10%. На 1 октября 1926 года списочная численность национальных частей составила 31945 человек.
Упразднение национальных воинских частей началось в 1934 году. Во второй половине 1934 года украинские и белорусские части были преобразованы в обычные формирования. Также было проведено укрупнение национальных формирований. В начале 1938 года в национальных частях было в СССР только 27239 человек, 69 % которых (18695 человек) были представителями «титульных» национальностей. Это было менее 2 % численности РККА. На 1938 года в РККА было 1448,0 тыс. человек. 7 марта 1938 года совместное постановление ЦК ВКП(б) и СНК СССР «О национальных частях и формированиях РККА» предписывало:
- Переформировать все национальные части РККА в «общесоюзные с экстерриториальным комплектованием, изменив соответственно дислокацию частей и соединений»;
- «Граждан национальных республик и областей» призывать на военную службу на общих с другими гражданами СССР основаниях.

К лету 1938 года все национальные формирования РККА были расформированы.
Летом 1942 года по инициативе П. К. Пономаренко рассматривался вопрос сразу двух национальных белорусских армий из числе белорусов и уроженцев Белорусской ССР численностью в 154 000 человек. Но после перелома в Сталинградской битве от его реализации И. В. Сталин отказался.

## Советские социалистические республики

### Азербайджанская ССР
- 27-я горнострелковая дивизия
- 77-я горнострелковая Краснознамённая дивизия имени Серго Орджоникидзе (до 25 мая 1942 — 77-я азербайджанская горнострелковая дивизия)
- 151-я Жмеринско-Будапештская Краснознаменная стрелковая дивизия
- 217-я стрелковая дивизия
- 223-я стрелковая дивизия. Директивой НКО от 3.02.1942 преобразована в азербайджанскую национальную дивизию.
- 227-я стрелковая Темрюкская Краснознамённая дивизия
- 271-я стрелковая Горловская Краснознамённая дивизия (фактическое второе формирование) [15]
- 396-я стрелковая дивизия
- 402-я стрелковая дивизия
- 416-я стрелковая Таганрогская Краснознамённая ордена Суворова дивизия

### Армянская ССР
- 76-я горнострелковая Краснознамённая дивизия имени К. Е. Ворошилова[16] - до 1940 года 76-я армянская горнострелковая дивизия
  - 76-я стрелковая дивизия (1-го формирования)
- 320-я стрелковая дивизия — укомплектована преимущественно армянами
- 388-я стрелковая дивизия
- 390-я стрелковая дивизия
- 408-я стрелковая дивизия
- 409-я стрелковая дивизия
- 89-я стрелковая дивизия
- 261-я стрелковая дивизия (2-го формирования, 6 октября 1942 года)
- 17-я горнокавалерийская дивизия до 22.07.1941 дислоцировалась в Армянской ССР. Участвовала в походе на Иран.[17] С 16.11.1941 — участие в боевых действиях на советско-германском фронте[18].

### Грузинская ССР
- 9-я горнострелковая дивизия имени ЦИК Грузии до 2.1943. С 2.1943 — 9-я пластунская горнострелковая добровольческая дивизия
- 47-я горнострелковая Краснознаменная дивизия имени товарища Сталина[19] — до 16.07.1940 47-я грузинская горнострелковая дивизия
- 63-я горнострелковая ордена Красной Звезды дивизия имени М. В. Фрунзе, до 5.05.1938 — 63-я грузинская горнострелковая дивизия[20]
- 276-я Темрюкская Краснознамённая стрелковая дивизия
- 296-я стрелковая дивизия
- 349-я стрелковая дивизия
- 392-я стрелковая дивизия
- 406-я стрелковая дивизия
- 414-я Анапская ордена Красного Знамени стрелковая дивизия

### Казахская ССР
- 100-я стрелковая бригада
- 101-я отдельная стрелковая бригада
- 102-я отдельная стрелковая бригада
- 151-я отдельная стрелковая бригада (переформирована в 150-ю стрелковую дивизию)
- 105-я кавалерийская дивизия
- 106-я кавалерийская дивизия. С декабря 1941 по март 1942 формировалась как казахская национальная кавалерийская дивизия
- 196-я стрелковая дивизия

а также 312-я стрелковая дивизия (Актюбинск) и 316-я (8-я гвардейская) стрелковая дивизия, обе защищали Москву.

### Карело-Финская ССР
- 71-я стрелковая дивизия - сформирована 10.06.1940 в Петрозаводске (ЛенВО) на основании директивы Наркома обороны № 0/2/104204 от на базе войск 1-го финского горно-стрелкового корпуса Финской Народной армии, комплектовалась карелами, финнами и ингерманландцами.
- 1016-й стрелковый полк 288-й стрелковой дивизии - сформирован из тверских карел национальных районов Ярославской и Калининской областей

### Киргизская ССР
- 107-я кавалерийская дивизия.
- 108-я кавалерийская дивизия.
- 109-я кавалерийская дивизия

### Латвийская ССР
- 76-й Латышский особый стрелковый полк
- 1-й латышский ночной легкобомбардировочный авиационный Режицкий полк.[21]
- 201-я Латышская стрелковая дивизия
- 43-я гвардейская Латышская стрелковая дивизия
- 308-я стрелковая Латышская Краснознамённая дивизия.
- 130-й ордена Суворова стрелковый корпус (был создан из граждан Латвии и латышей, проживавших в других союзных республиках; известен по победам над латышскими частями СС)

### Литовская ССР
- 16-я Литовская Клайпедская Краснознамённая стрелковая дивизия

### Молдавская ССР
- 95-я стрелковая дивизия

### Таджикская ССР
- 17-я гвардейская кавалерийская Мозырьская ордена Ленина, Краснознаменная, орденов Суворова и Кутузова дивизия. Первоначальное название - 20-я Таджикская Краснознамённая ордена Ленина горно-кавалерийская дивизия.
- 98-я стрелковая бригада.
- 99-я стрелковая бригада
- 104-я кавалерийская дивизия.

### Туркменская ССР
- 18-я горнокавалерийская дивизия.
- 62-я Туркестанская стрелковая дивизия. Первоначальное наименование — 2-я Туркестанская дивизия[22].
- 68-я Туркестанская Краснознаменная горнострелковая дивизия. Первоначальное наименование — 5-я Туркестанская стрелковая дивизия.[23]
- 72-я горнострелковая дивизия.
- 97-я кавалерийская дивизия.
- 98-я кавалерийская дивизия.
- 87-я отдельная стрелковая бригада.
- 88-я отдельная стрелковая бригада.
- 128-я гвардейская горнострелковая Туркестанская Краснознамённая дивизия. Первоначальное наименование — 1-я Туркестанская горнострелковая дивизия, 83-я Туркестанская горнострелковая дивизия[24].

### Узбекская ССР
- 19-я горно-кавалерийская дивизия.
- 89-я отдельная стрелковая бригада.
- 90-я отдельная стрелковая бригада.
- 91-я отдельная стрелковая бригада.
- 92-я отдельная стрелковая бригада.
- 93-я отдельная стрелковая бригада.
- 94-я отдельная стрелковая бригада.
- 95-я отдельная стрелковая бригада.
- 96-я отдельная стрелковая бригада.
- 97-я отдельная стрелковая бригада.
- 99-я кавалерийская дивизия.
- 100-я кавалерийская дивизия.
- 101-я кавалерийская дивизия.
- 102-я кавалерийская дивизия.
- 103-я кавалерийская дивизия.

### Эстонская ССР
- 41-й гвардейский стрелковый Эстонский Таллинский корпус, ранее — 8-й стрелковый корпус
- 118-я гвардейская Эстонская стрелковая Таллинская Краснознаменная дивизия, ранее — 7-я стрелковая дивизия
- 122-я гвардейская стрелковая Эстонская Краснознаменная дивизия, ранее — 249-я стрелковая дивизия

## Автономные советские социалистические республики

### Башкирская АССР
- 16-я гвардейская кавалерийская дивизия — до 14.02.1943 112-я Башкирская кавалерийская дивизия[25]
- 113-я кавалерийская дивизия[25]
- 1292-й Башкирский истребительно-противотанковый артиллерийский полк имени Салавата Юлаева

### Бурят-Монгольской и Якутской АССР
- 321-я стрелковая дивизия (2-го формирования)

### Кабардино-Балкарская АССР
- 115-я кавалерийская дивизия — 115-я Кабардино-Балкарская кавалерийская дивизия[26]

### Калмыцкая АССР
- 110-я кавалерийская дивизия
- 111-я кавалерийская дивизия

### Чечено-Ингушская АССР
- 114-я кавалерийская дивизия[26].

### Чувашская АССР
- 139-я стрелковая дивизия (3-го формирования)
- 324-я стрелковая дивизия

## Армии союзных государств в составе РККА
- 1-я болгарская армия
- 2-я болгарская армия

## Прочие государства и территории

### Китайский и корейский личный состав
- 88-я отдельная стрелковая бригада[пол.][27] - 1-й — 3-й батальоны из китайцев, 4-й - из корейцев, 5-й — 8-й из корейцев, китайцев и народностей Средней Азии — граждан СССР[28]

### Крымские татары
- 2-я Крымская стрелковая дивизия